# Skönt det är i kvällens timma
Skönt det är i kvällens timma är en tvåstrofig aftonpsalm med text från 1890 av Eric Bergquist. Sången sjungs till en melodi från 1850 av Gunnar Wennerberg, ursprungligen skriven till texten Här är gudagott att vara.

## Publicerad i
- Svenska Missionsförbundets sångbok 1920 som nr 675 under rubriken "Morgon och afton".
- Fridstoner 1926 som nr 8 under rubriken "Begynnelse- och slutsånger".
- Sionstoner 1935 som nr 740 under rubriken "Morgon och afton".
- Psalmer och Sånger 1987 som nr 552 under rubriken "Dagens och årets tider - Kväll".[2]
- Segertoner 1988 som nr 465 under rubriken "Kväll".[1]
- Frälsningsarméns sångbok 1990 som nr 750 under rubriken "Dagens och årets tider".